# Rhadinaea pulveriventris
Espèce
Statut de conservation UICN

 DD  : Données insuffisantes
Rhadinaea pulveriventris  est une espèce de serpents de la famille des Dipsadidae.

## Répartition
Cette espèce se rencontre au Costa Rica et dans l'ouest du Panama.

## Publication originale
- Boulenger, 1896 : Catalogue of the snakes in the British Museum. London, Taylor & Francis, vol. 3, p. 1-727 (texte intégral).